# 魯達 (卡姆揚卡-布茲卡市鎮)
50°9′29″N 24°23′27″E / 50.15806°N 24.39083°E
魯達（羅馬化：Ruda）是烏克蘭西部利維夫州利維夫區卡姆揚卡-布茲卡市鎮的村莊。該村始建於1550年，面積12.9平方公里，海拔高度205米，2001年人口315，人口密度每平方公里24.42人。